# Carl Pogge

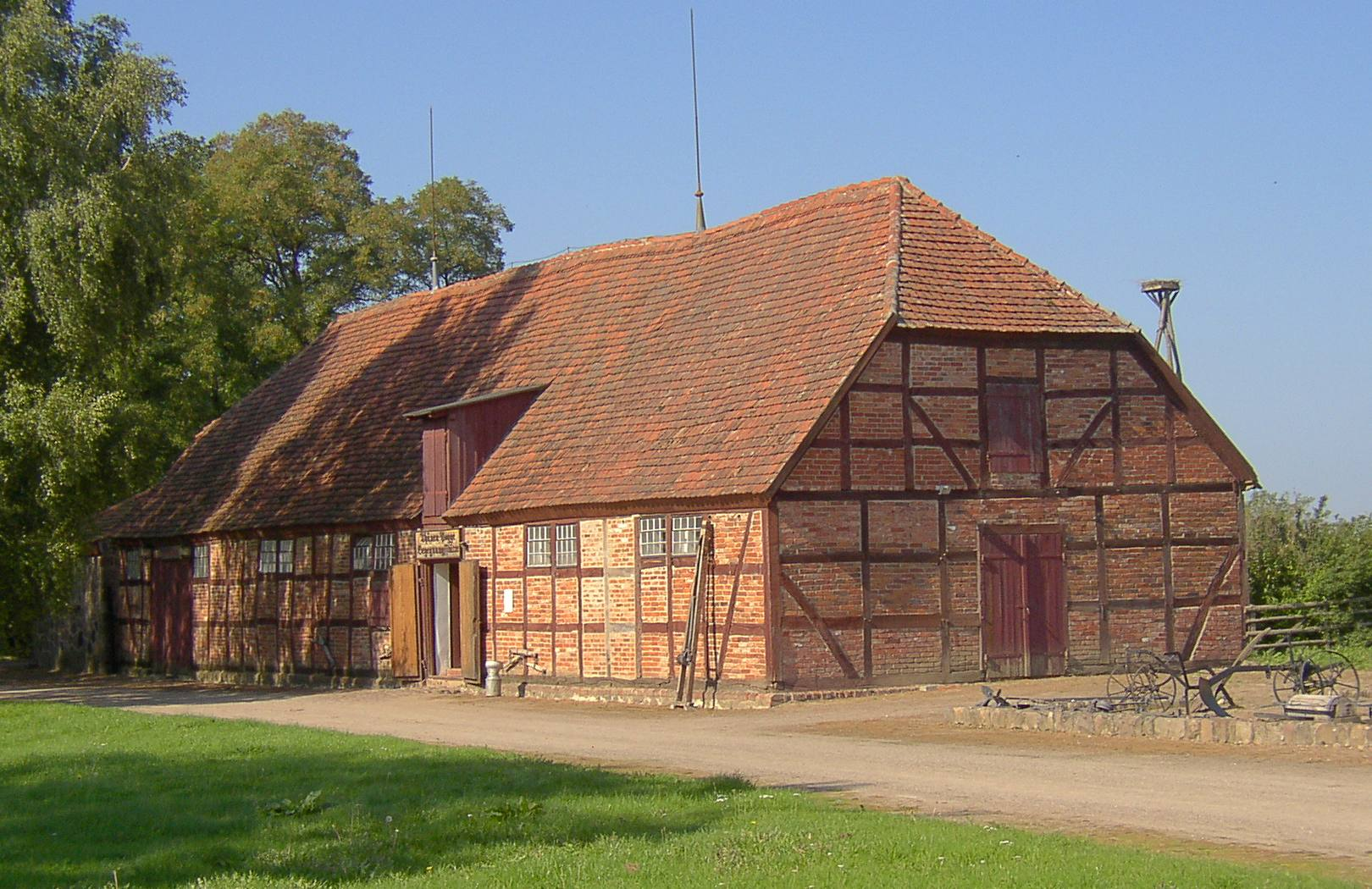
Thünen-Pogge-Begegnungsstätte in Warnkenhagen-Tellow

Carl Johann August Peter Pogge, unter Hinzufügung des Besitznamens auch Pogge-Roggow (getauft 24. Oktober 1763 in Klein Methling; † 12. Oktober 1831 in Roggow) war ein deutscher Landwirt aus der mecklenburgischen Familie Pogge und Agrarschriftsteller.

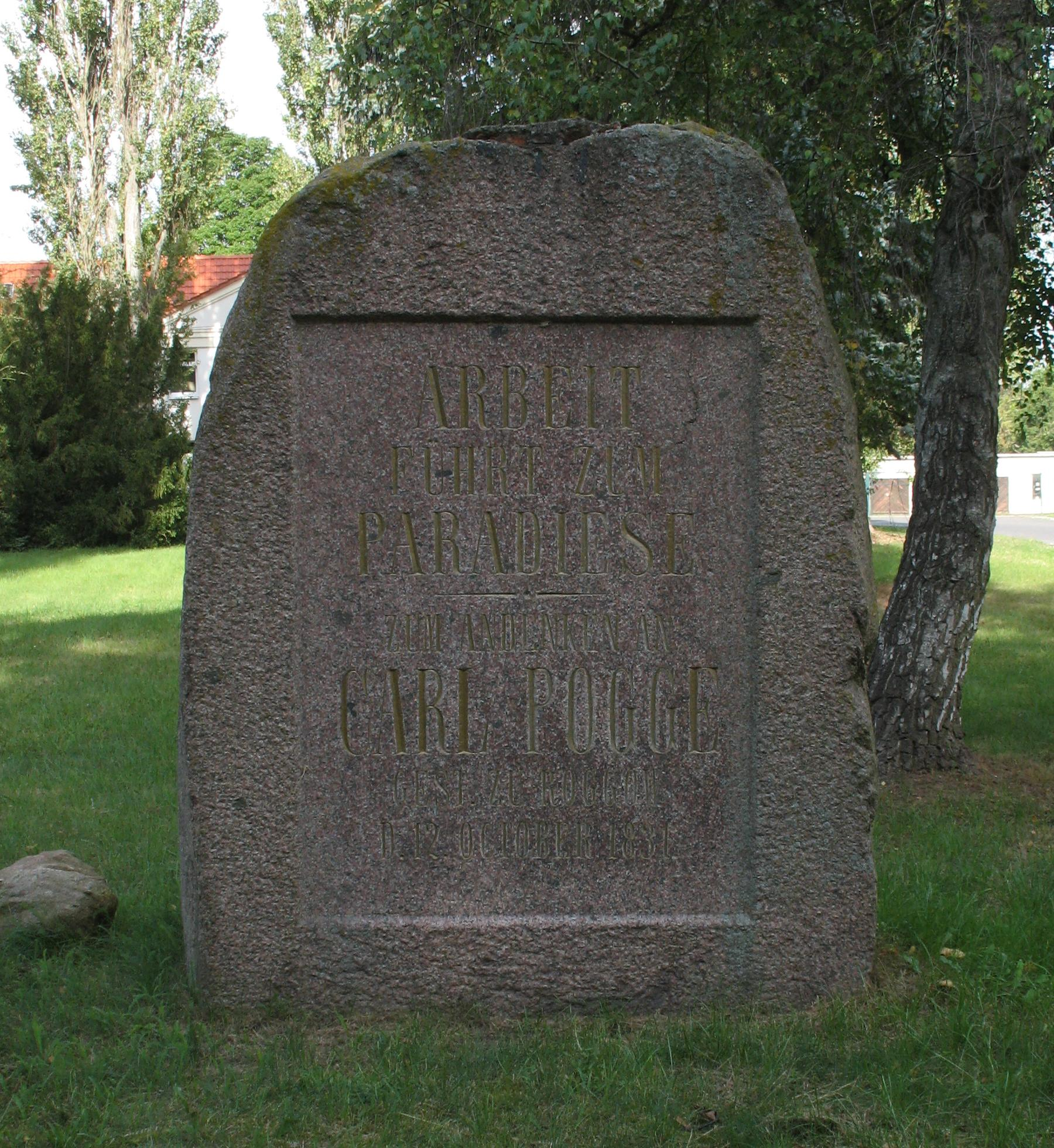
Gedenkstein in Lalendorf-Roggow

## Leben
Carl Pogge wurde geboren als ältester Sohn des Domänenpächters von Groß Methling und späteren Gutsbesitzers auf Roggow, Johann Friedrich Pogge (1715–1784), und dessen Ehefrau Sophia Elisabeth, geb. Lange (1731–1798), Gutspächtertochter aus Groß Methling. Er wuchs unter mehreren jüngeren Geschwistern auf.
Pogge hatte sich im väterlichen Betrieb und als Autodidakt umfassende landwirtschaftliche Kenntnisse angeeignet. Er war Pächter und Besitzer der (Ritter-)Güter Roggow, Zierstorf, Bartelshagen und Warnkenhagen und erwarb sich bedeutende Verdienste um die mecklenburgische Landwirtschaft. Seine seit 1817 praktizierte Methode, Moorwiesen mit einer Sandschicht zu bedecken, erwies sich als ein erfolgreiches Verfahren der Moorkultur. Diese Form der Bewirtschaftung, in Mecklenburg vielfach als Bepoggeln bezeichnet, war die Vorstufe der später von Theodor Hermann Rimpau entwickelten Moordammkultur.
Pogge, der eng mit Johann Heinrich von Thünen befreundet war, wurde 1818 zum Domänenrat ernannt. Als Rittergutsbesitzer hatte er Sitz und Stimme im mecklenburgischen Landtag und führte dort die humanistisch-demokratische Opposition an.
Carl Pogge war seit 1790 mit der Pächtertochter Sophie Eleonore Catharina, geb. Scheffler (1770–1797) verheiratet. Seine beiden Söhne Friedrich Pogge (1791–1843) und Johann Pogge (1793–1854) waren gleichfalls bedeutende Landwirte. Seine Tochter Sophie Marie Luise Christine (1795–1830) heiratete den Theologen (Karl) Friedrich (Johann) Ludwig (1788–1849), der als Pastor zunächst in Reinshagen, dann in Klaber gewirkt hat.
In Tellow gibt es eine Thünen-Pogge-Begegnungsstätte (im um 1815 erbauten ehemaligen Pferdestall Thünens).

## Weblink
- Literatur über Carl Pogge in der Landesbibliographie MV